# Dahlgren (Illinois)
Pour les articles homonymes, voir Dahlgren.
Dahlgren est un village du comté de Hamilton dans l'Illinois, aux États-Unis,. Situé à l'ouest du comté, il est incorporé le 24 janvier 1888.

## Démographie
Lors du recensement de 2010, le village comptait une population de 525 habitants. Elle est estimée, en 2016, à 497 habitants.

## Source de la traduction
- (en) Cet article est partiellement ou en totalité issu de l’article de Wikipédia en anglais intitulé « Dahlgren, Illinois » (voir la liste des auteurs).